# دکتر دیوانه (فیلم ۱۹۳۳)
دکتر دیوانه (به انگلیسی: The Mad Doctor) یک انیمیشن کوتاه کلاسیک با حضور شخصیت‌های کارتونی میکی موس و پلوتو است که در سال ۱۹۳۳ به کارگردانی دیوید هند و تهیه کنندگی والت دیزنی منتشر شد. این اثر به عنوان نخستین حضور شخصیت کارتونی «دکتر دیوانه» می‌باشد.